# Castell de Lázár
El castell de Lazar (en romanès: Castelul Lazar, en hongarès: Lázár-kastély), és un castell situat a Lăzarea, a la província de Harghita, Romania. La ciutadella rep el nom de la família noble Lázár de Szárhegy i es basa en una combinació d'estils romànic, gòtic i renaixentista. La part més antiga de l'edifici data del 1532, mentre que la resta es va afegir entre el 1631 i el 1632.

## Galeria

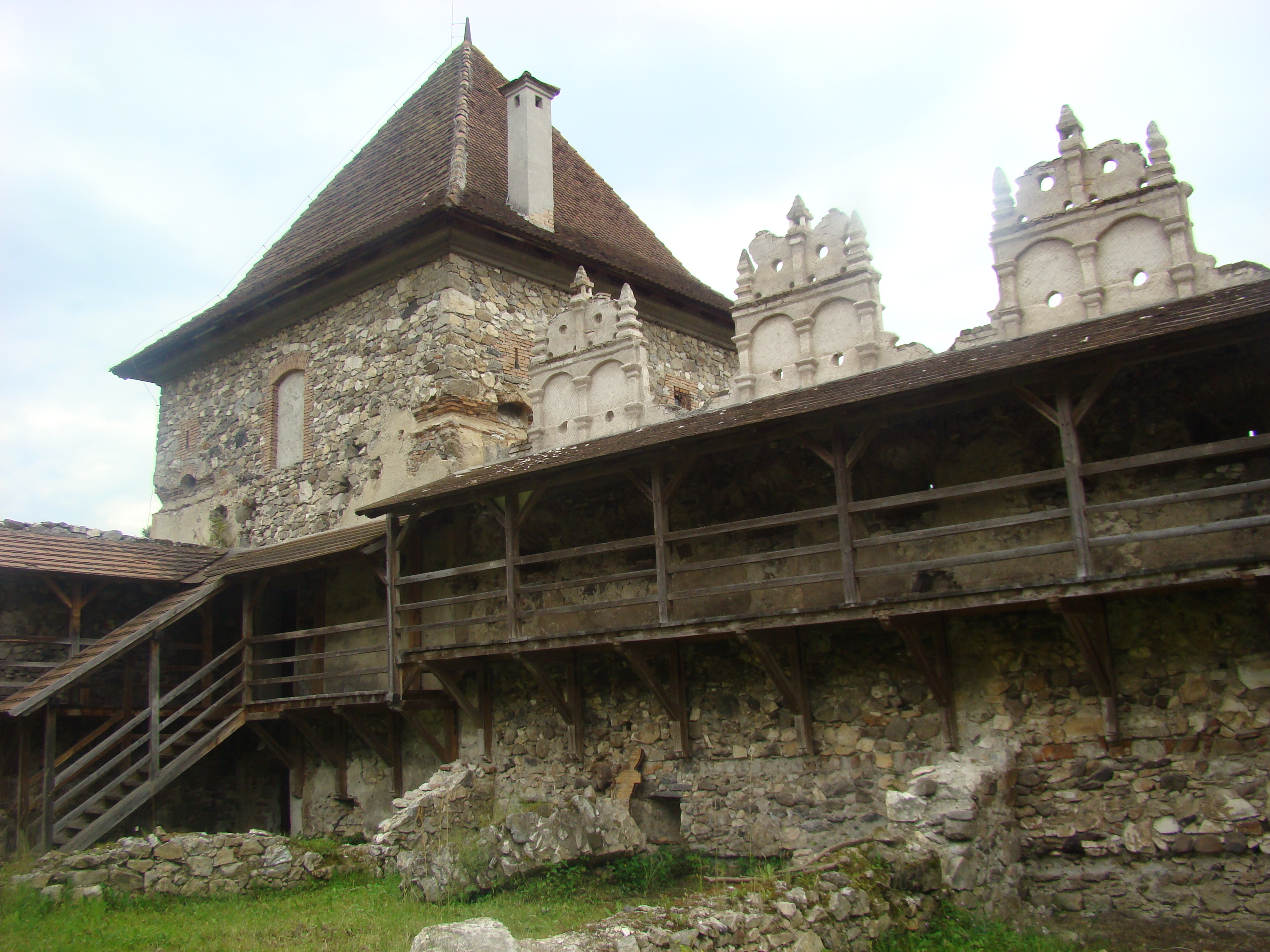
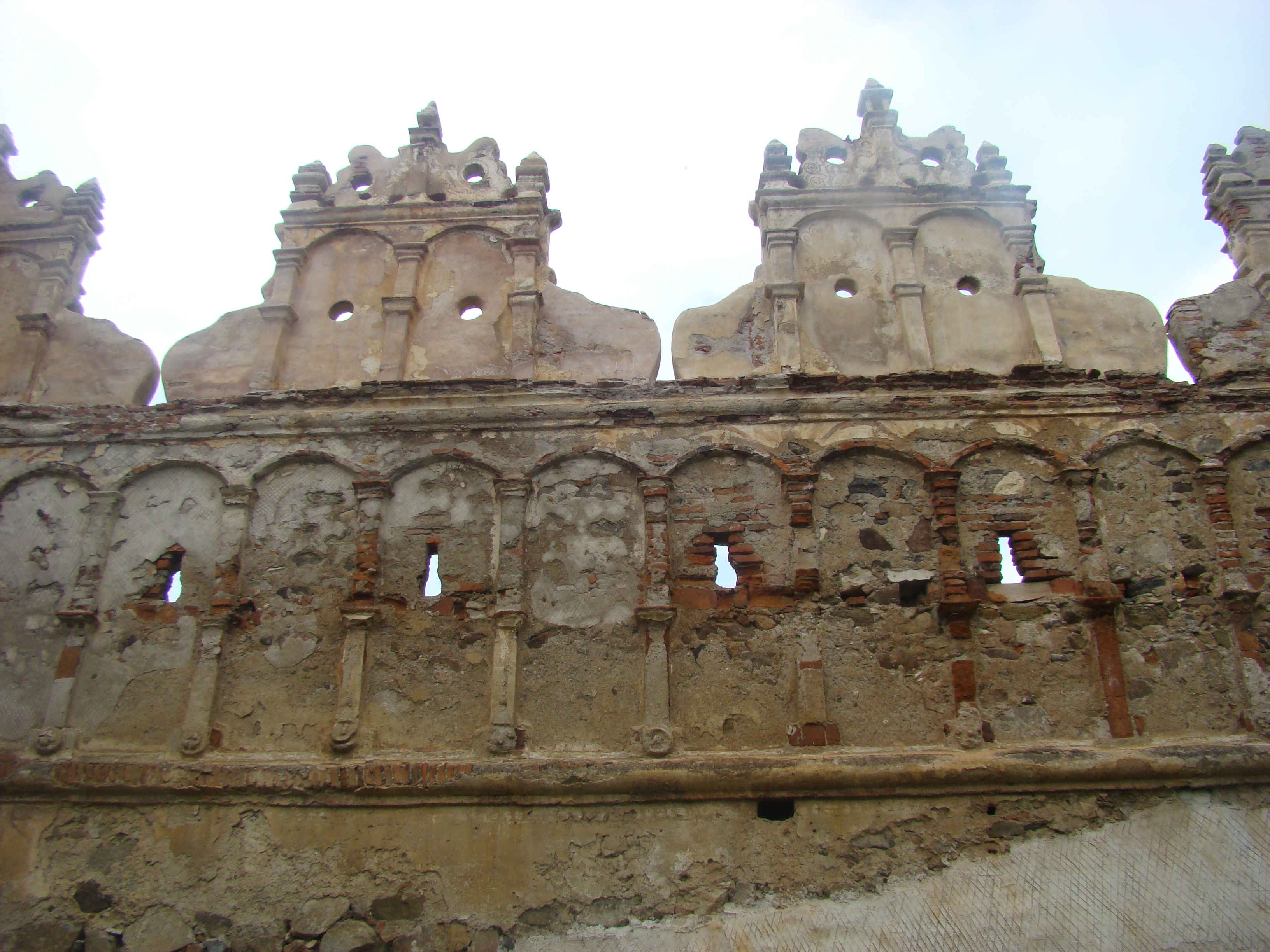
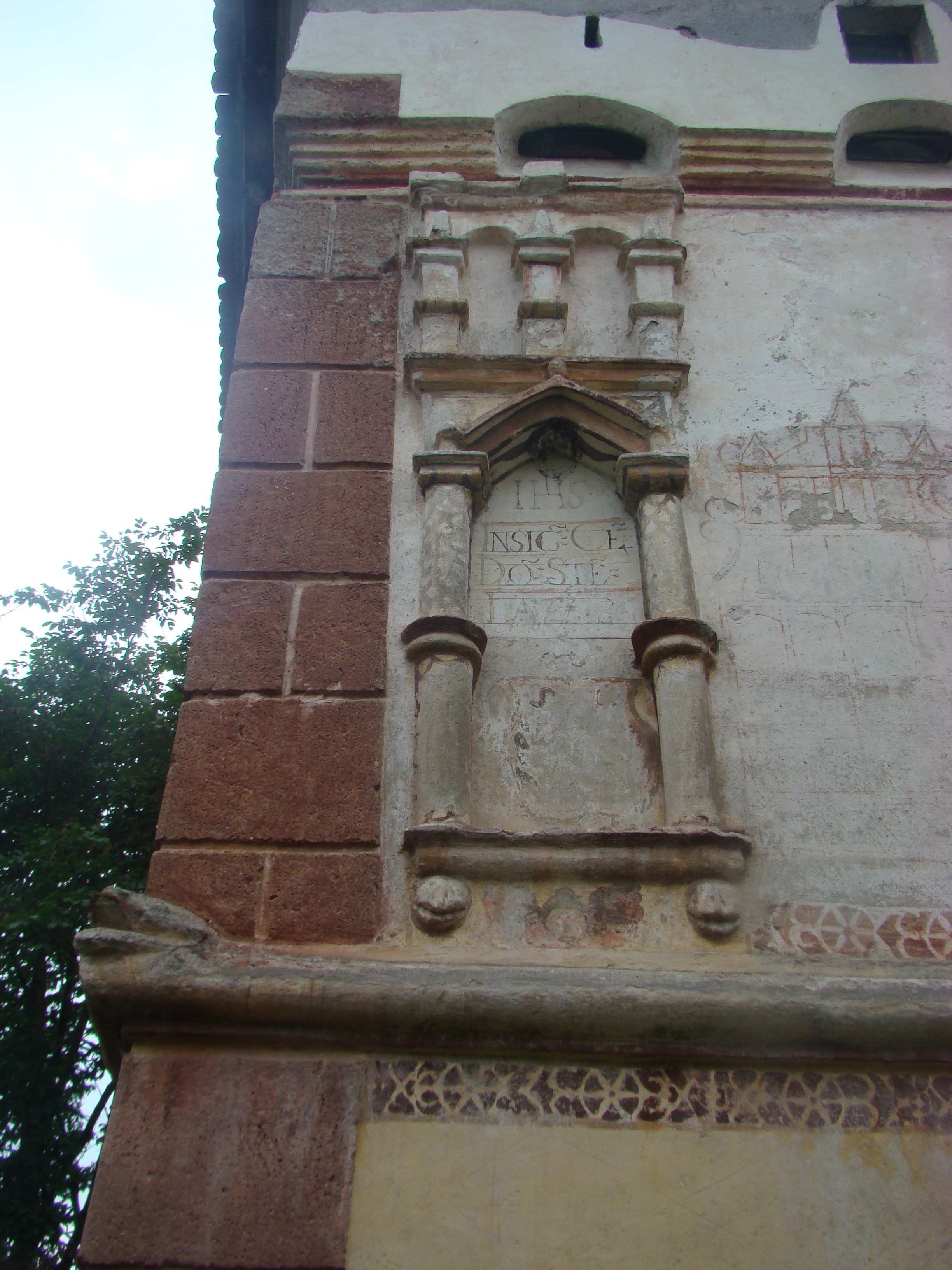
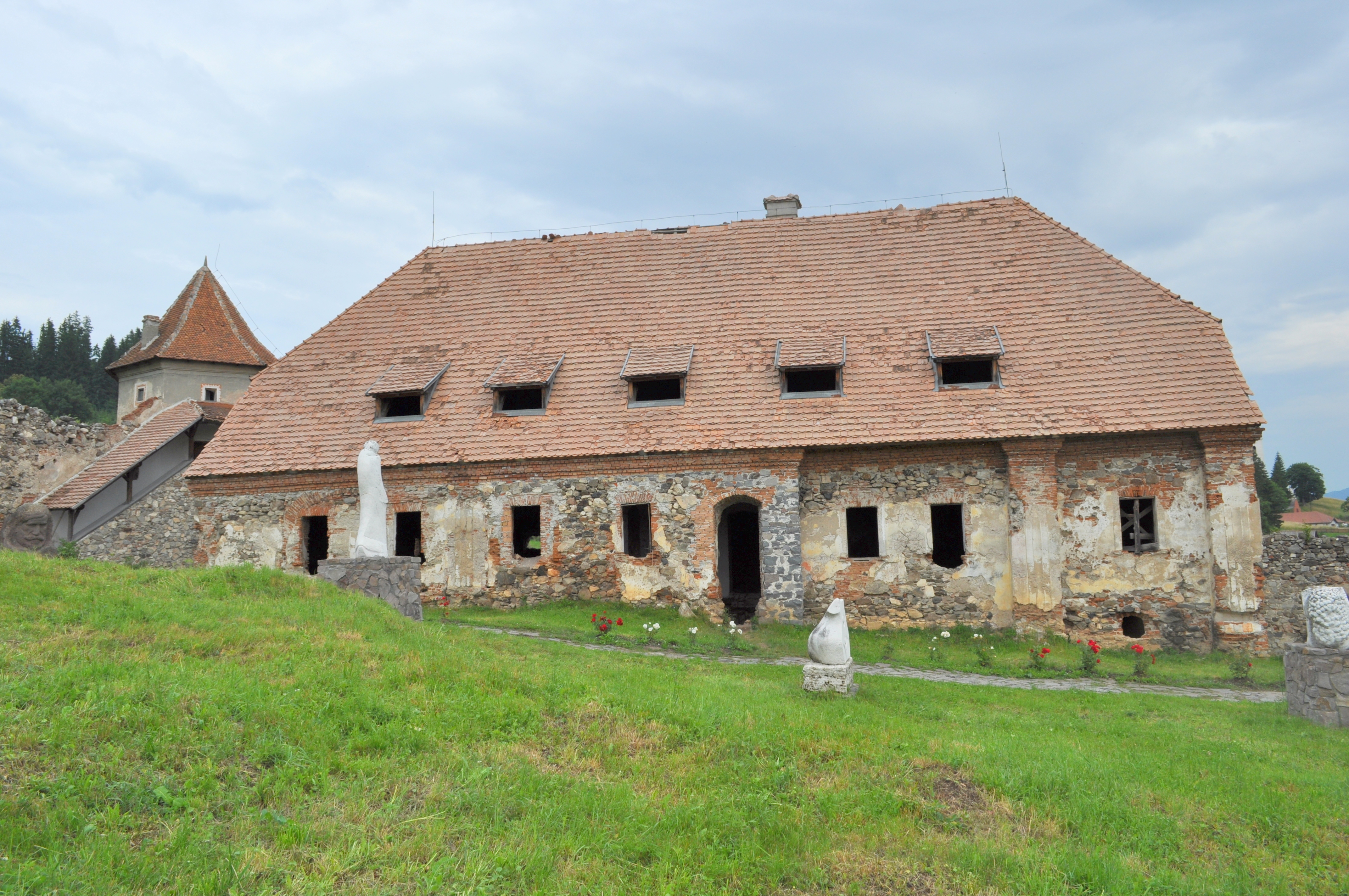
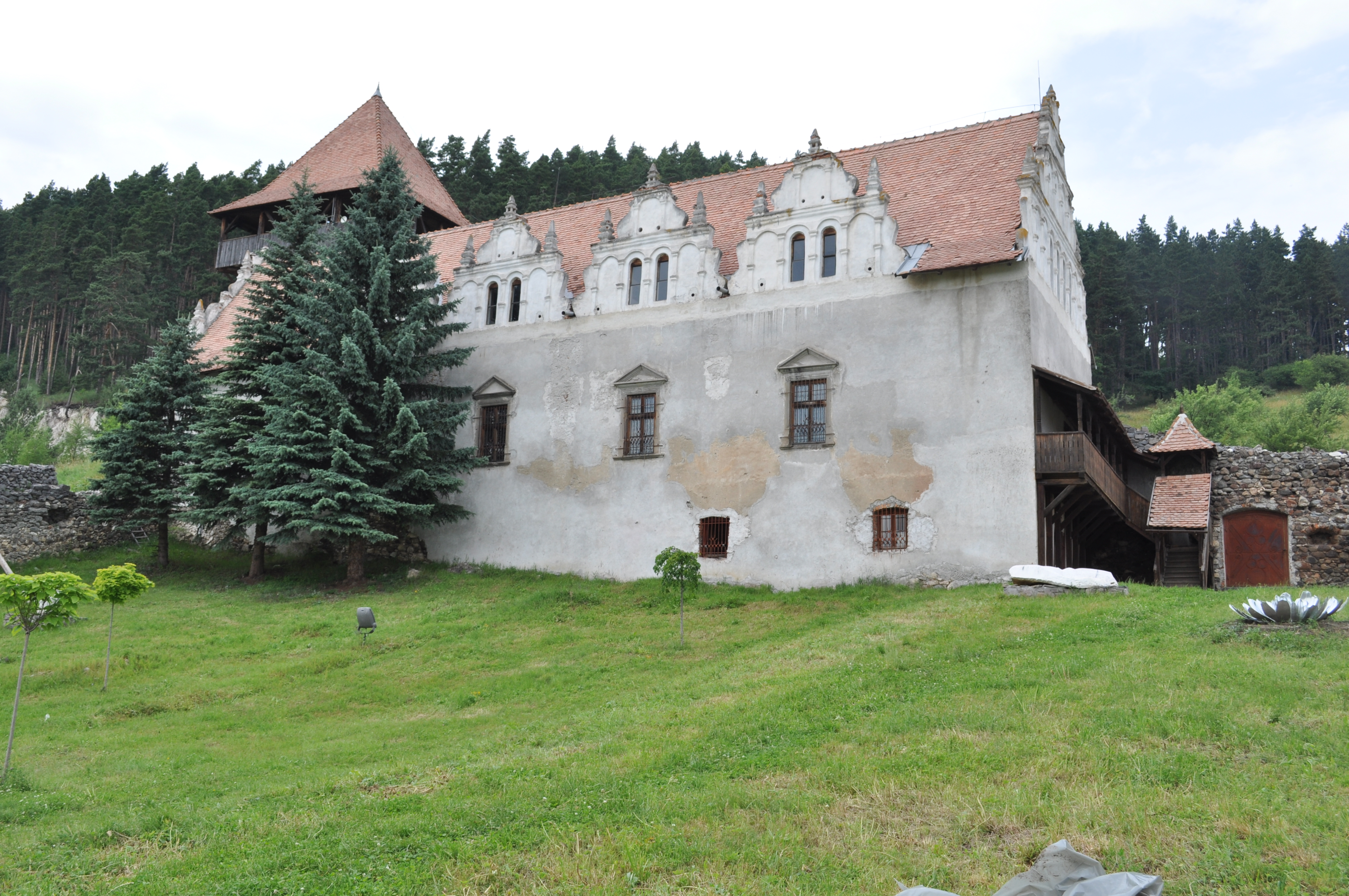
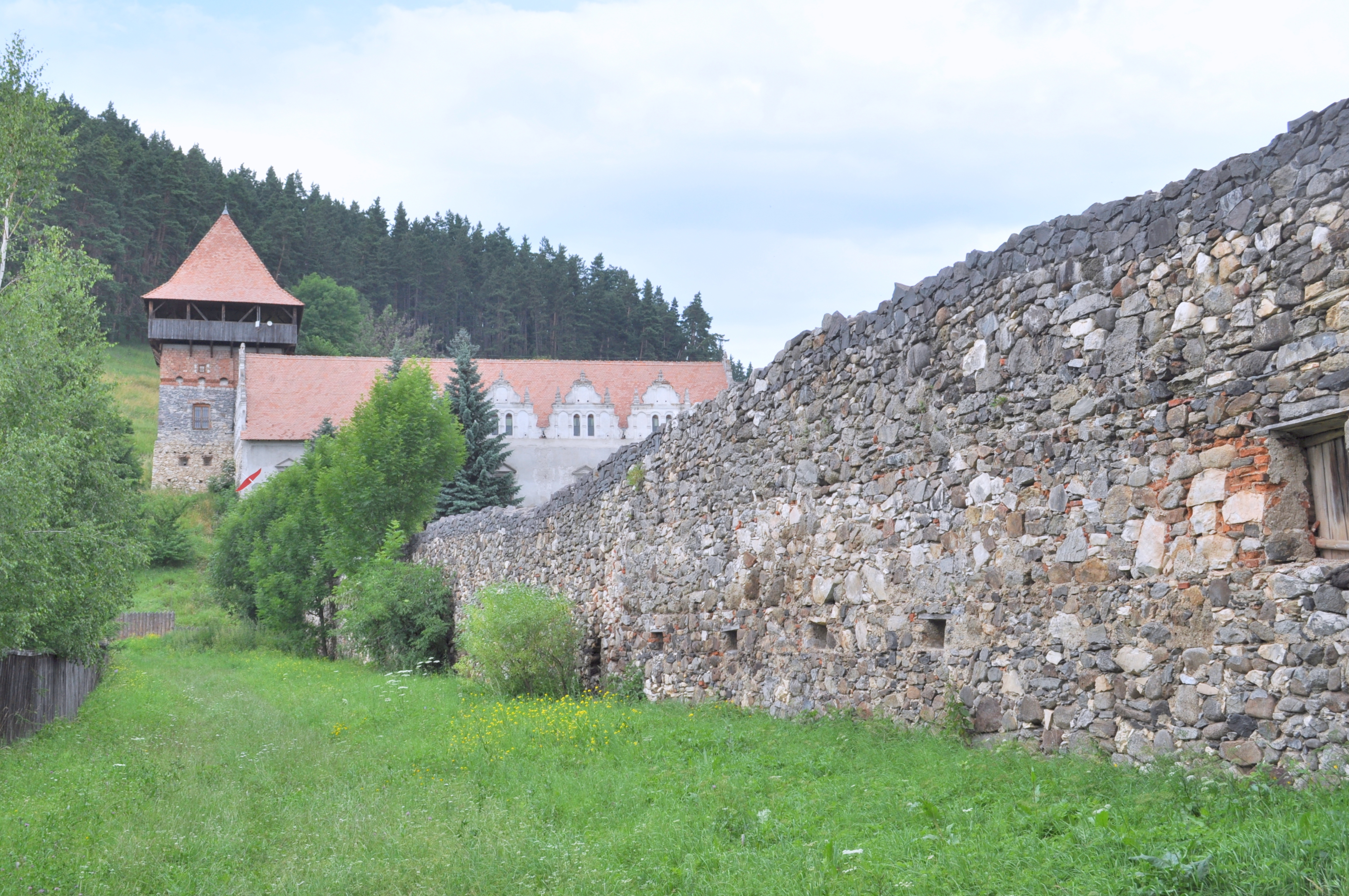

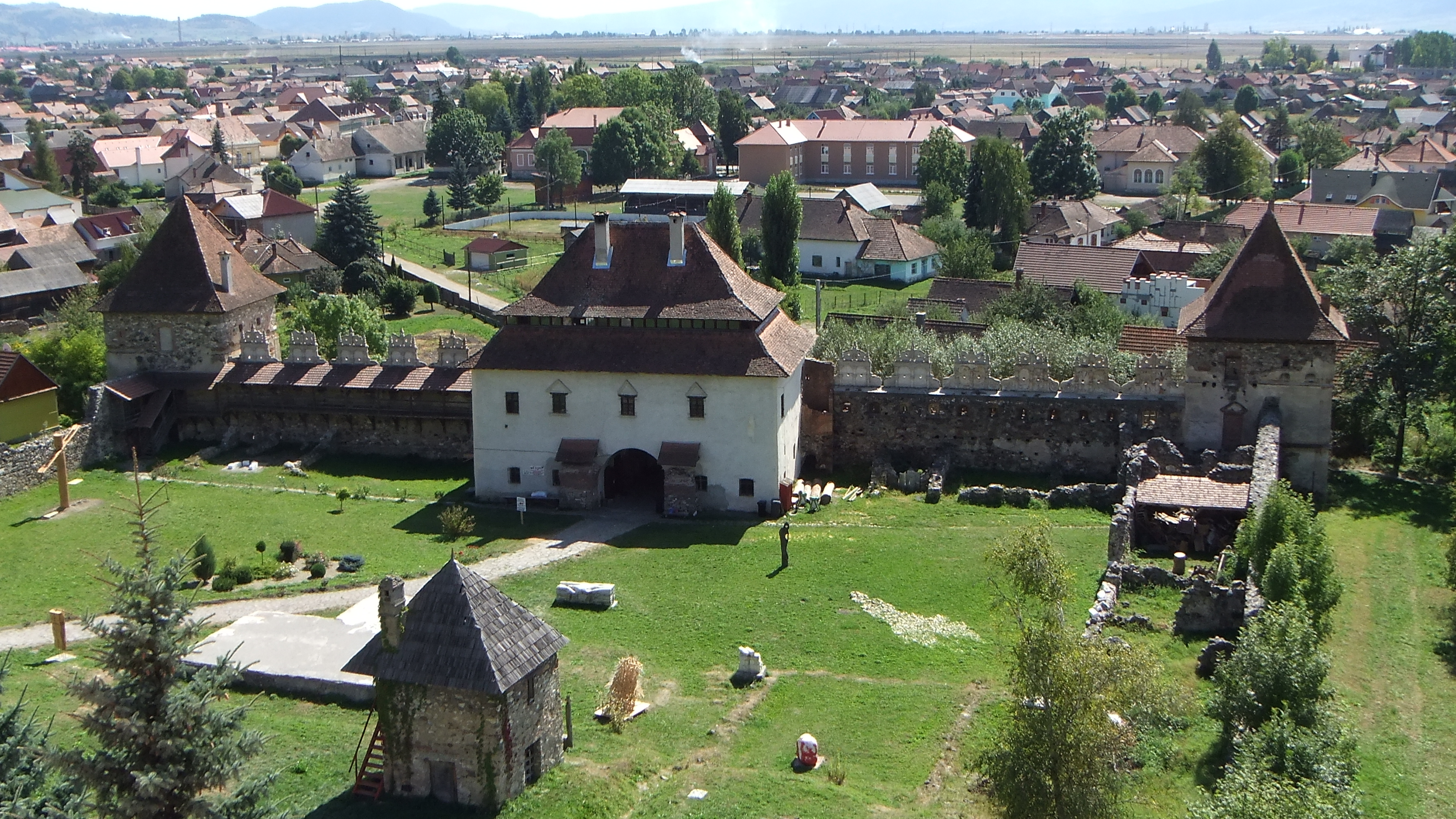
Castell de Lazar

## Referència
1. ↑  «Castelul Lázár, Lăzarea» (en romanès). [Consulta: 21 gener 2021].
2. 1 2  «Castelul Lázár, Lăzarea» (en anglès). Arxivat de l'original el 2021-01-18. [Consulta: 21 gener 2021].